# La Nobla Leyczon
La nobla leyczon (en el moderno occitano,  La nòbla leiçon)
es un texto anónimo escrito en occitano antiguo. Es considerado por algunos historiadores como el documento fundador

del credo Valdense, anterior a su adhesión a la Reforma, decidida en el Sínodo de Chanforan.
Su sexta línea, ben ha mil y un centenar de completos 
(ya mil cien años han corrido su curso desde que murió), lo sitúa en el siglo XII, pero los eruditos modernos ahora la datan entre 1190 y 1240.

Sin embargo, la misma línea varía de acuerdo a cuál de los cuatro manuscritos se estudia: los de Ginebra y Dublín dicen "mil e cent" (1100), mientras que los de Cambridge, ambos dicen  mil e cccc cent  (1400).

Otras discrepancias incluyen varios anacronismos y el hecho de que el Occitano Antiguo no se hablaba en la región de Lyon.

El manuscrito fue encontrado en los valles del Piamonte.

Las 479 líneas del poema se pueden dividir en siete partes según los temas tratados:
1-56 Tratar sobre el fin del mundo;
57-229 recuentos de la historia de la Biblia;
230-265 hablan sobre la nueva ley;
266-333 narran la vida y las obras de Jesús;
334-360 alabar a los fieles Iglesia Cristiana;
361-413 relacionan las persecuciones y las vidas corrompidas de los papistas; y,
414-479 explican lo que es el verdadero arrepentimiento.

## Líneas iniciales
AYCÍ COMENCZA LA NOBLA LEYCZON

O frayre, entendé ma nobla leyczon:

Sovent devén velhar e istar en oracion,

Car nos veén aquest mont esser pres del chavon;

Mot curiós deoriàn ésser de bonas obras far,

Car nos veén aquest mont de la fin apropiar.

Ben ha mil & cent ancz complí entierament,

Que fo scripta l'ora, car sen al derier temp.

Poc deoriàn cubitar, car sen al remanent.

Tot jorn veén las ensegnas venir a compliment,

En acreysament de mal e en amermament de ben.

Ayczó son li perilh que l'escriptura di:

L'avangeli ho recoynta, e sant Paul atresí,

Que neún home que viva, non po saber la fin.

Enperczó devén mays temer, car nos non sen certan,

Si la mort nos penré enchoy o deman.

COMO COMENZAN LA NOBLE LECCIÓN

Oh hermanos, escuchad una noble lección:

Debemos siempre vigilar y orar,

Pues vemos este mundo cerca de una conclusión;

Debemos esforzarnos por hacer buenas obras,

Viendo que el fin de este mundo se aproxima.

Ya hay mil y cien años plenamente cumplidos

Puesto que fue escrito así: Porque estamos en la última vez.

Debemos codiciar poco, porque estamos en el último extremo.

Vemos diariamente los signos que deben realizarse

En el aumento del mal y la disminución del bien.

Estos son los peligros que la Escritura menciona:

En los Evangelios y en los escritos de San Pablo,

Ningún hombre viviente puede saber el fin.

Por lo tanto, debemos temer más, porque no estamos seguros,

Si moriremos hoy o mañana.